# Raïon de Sievierodonetsk
Le raïon de Sievierodonetsk (en ukrainien : Сєвєродонецький район) est un raïon (district) dans l'oblast de Louhansk en Ukraine.
Le raïon est créé avec la réforme administrative de 2020 en englobant les anciens raions de Popasna, Kreminna et Novoaidar.

## Lieux culturels
La forêt de Serebryansky.

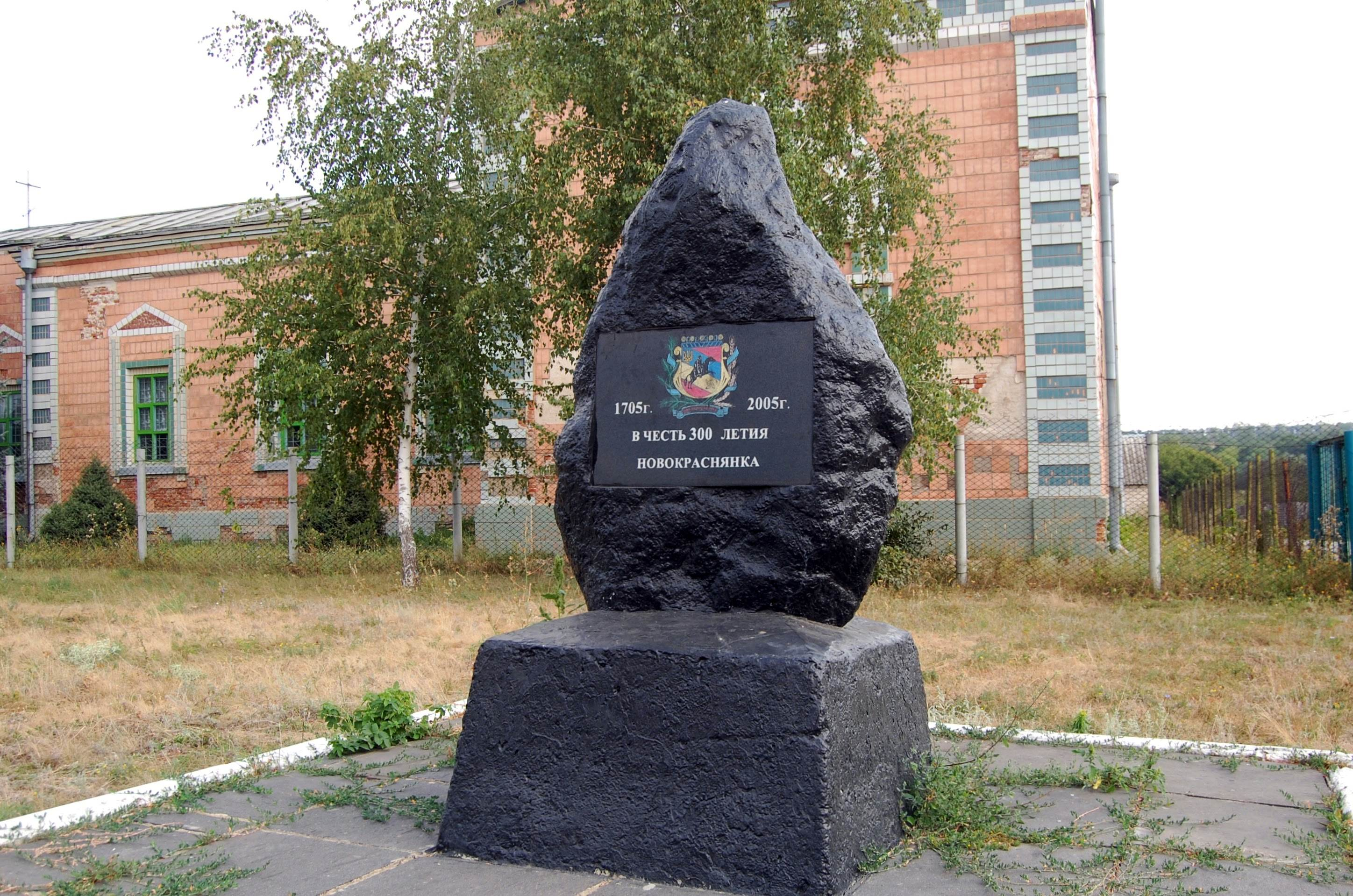
Mémorial des 300 ans de Novokrasnianka classé : 44-216-0091
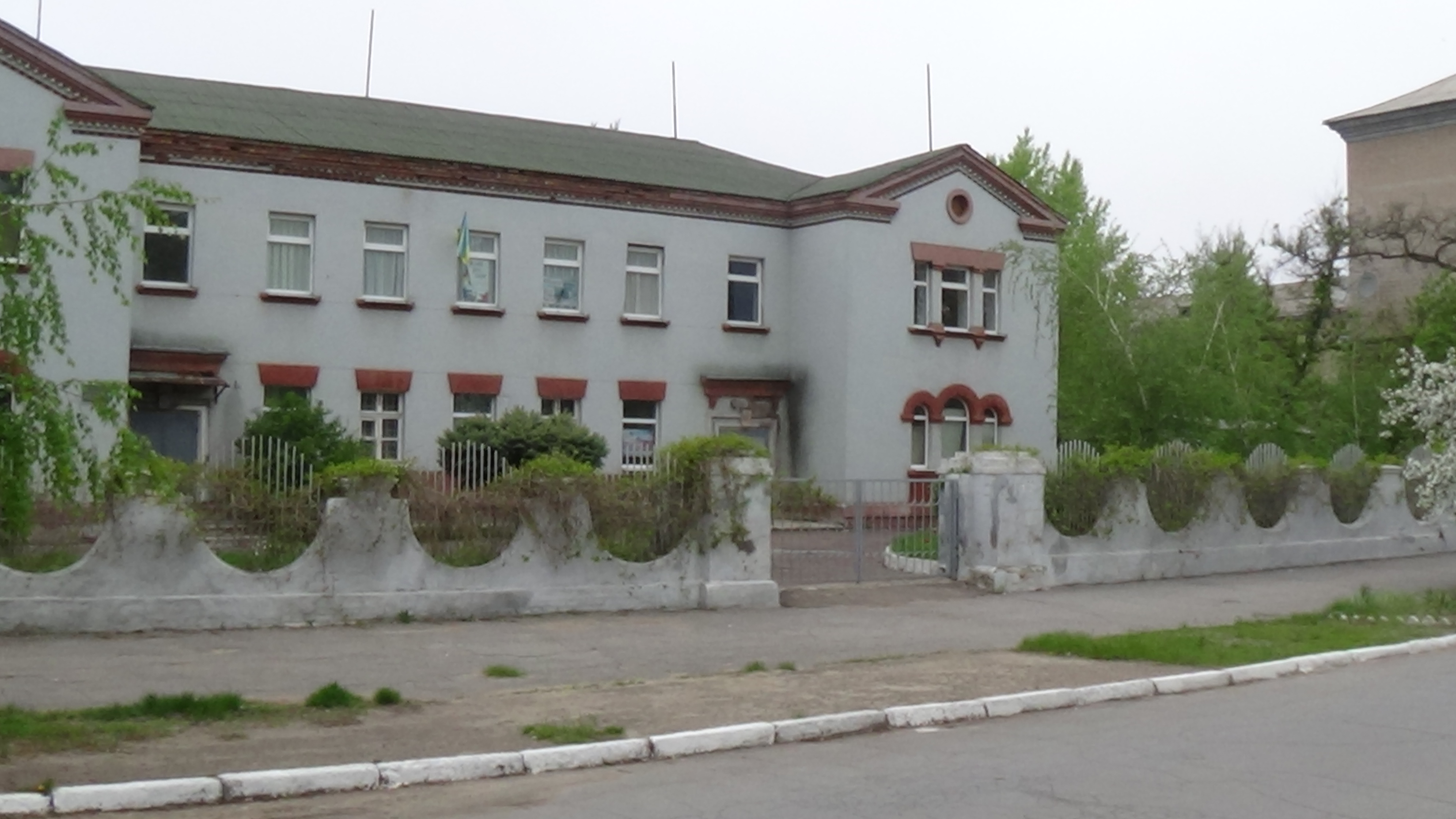
Musée de Roubijné
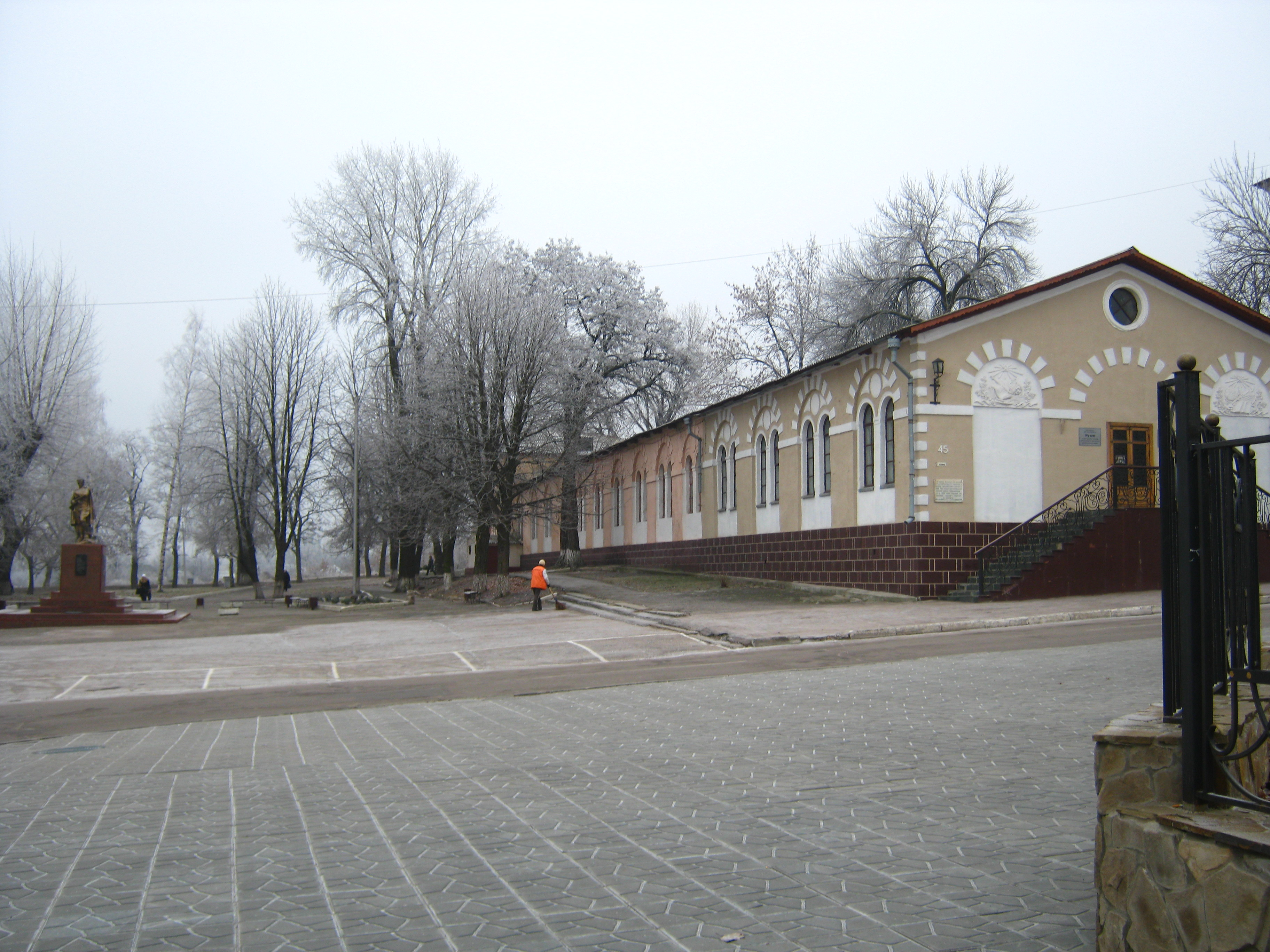
et deux musée
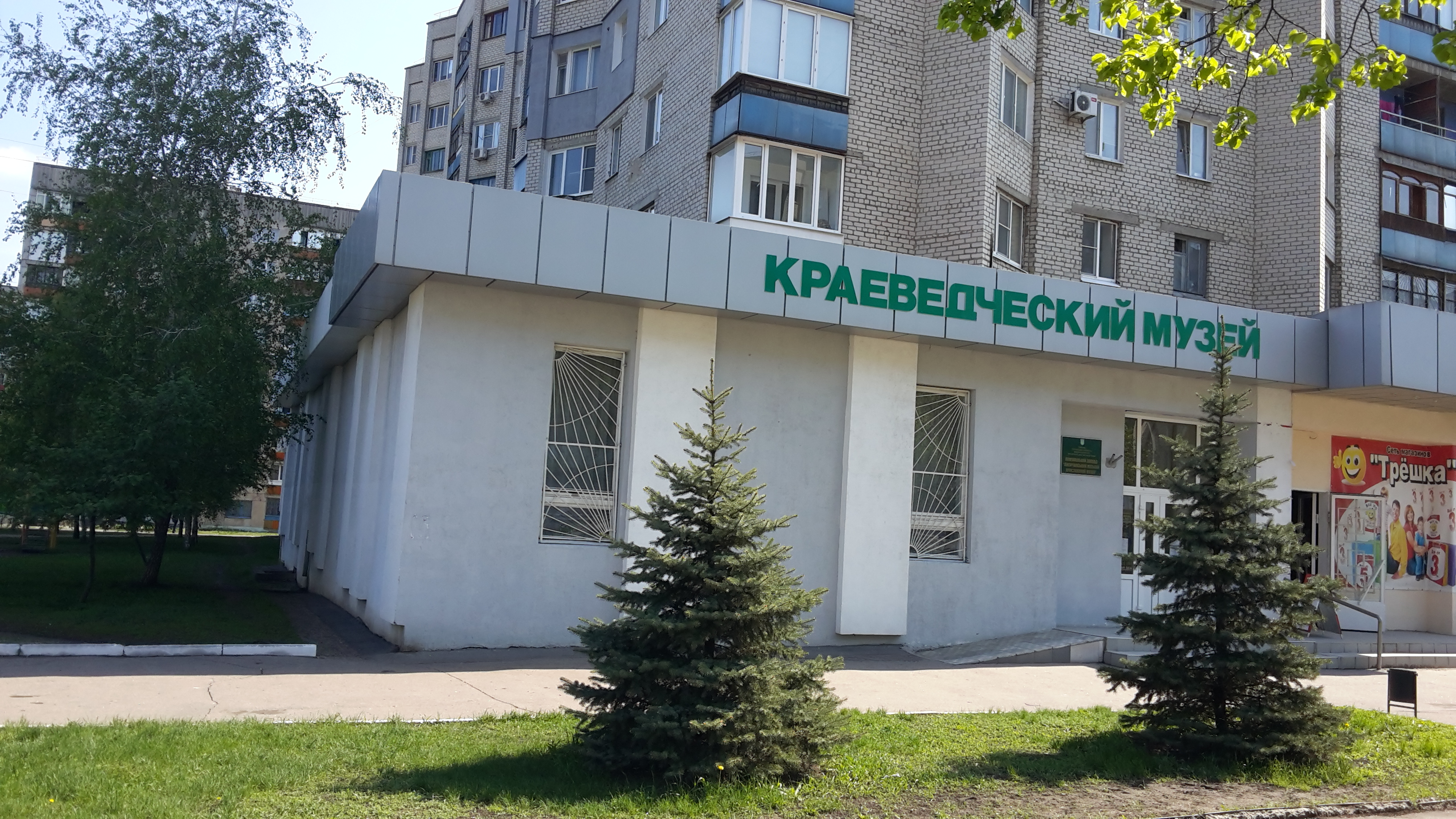
à Lyssytchansk.
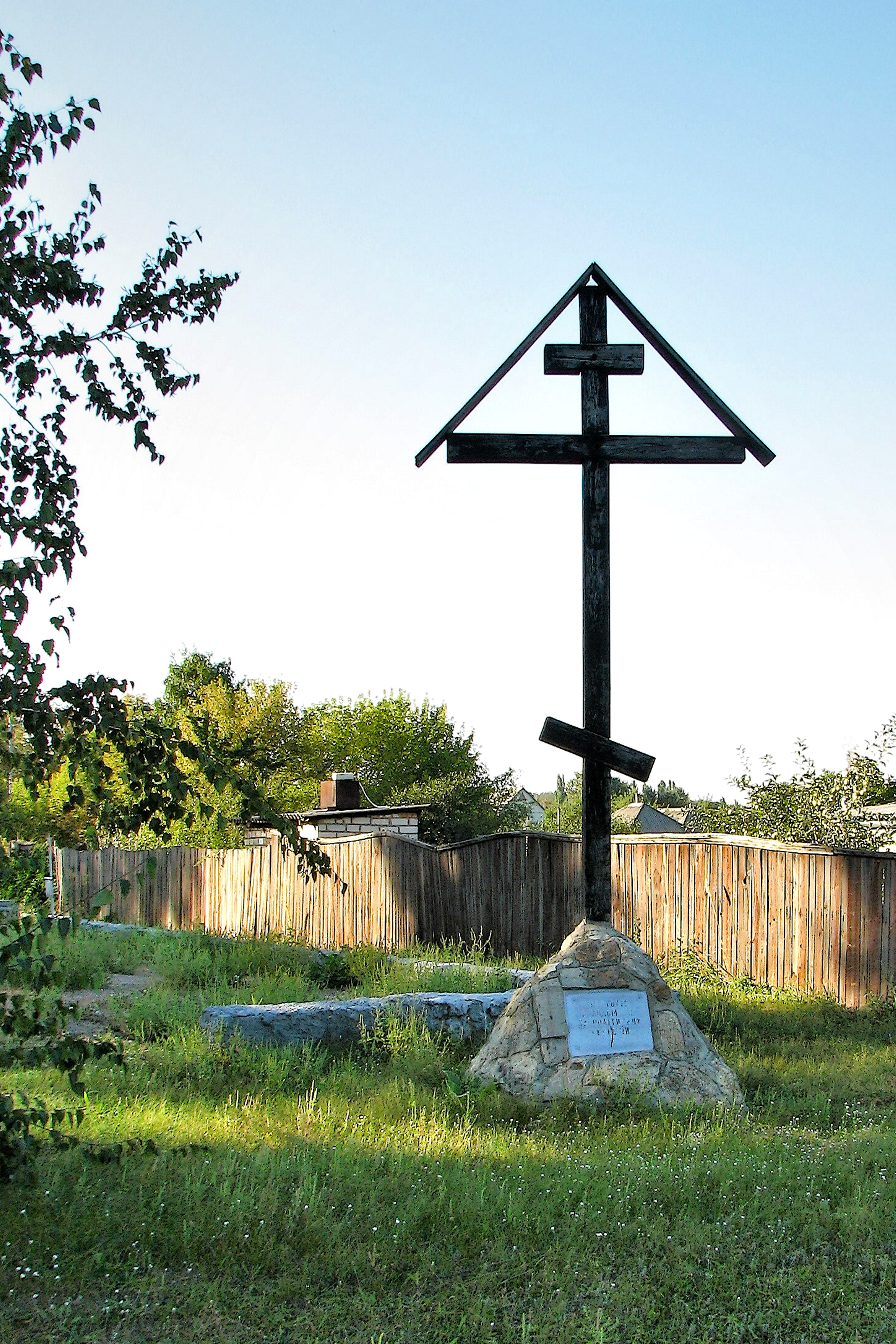
Mémorial de l'Holodomor classé : 44-216-0033[2].
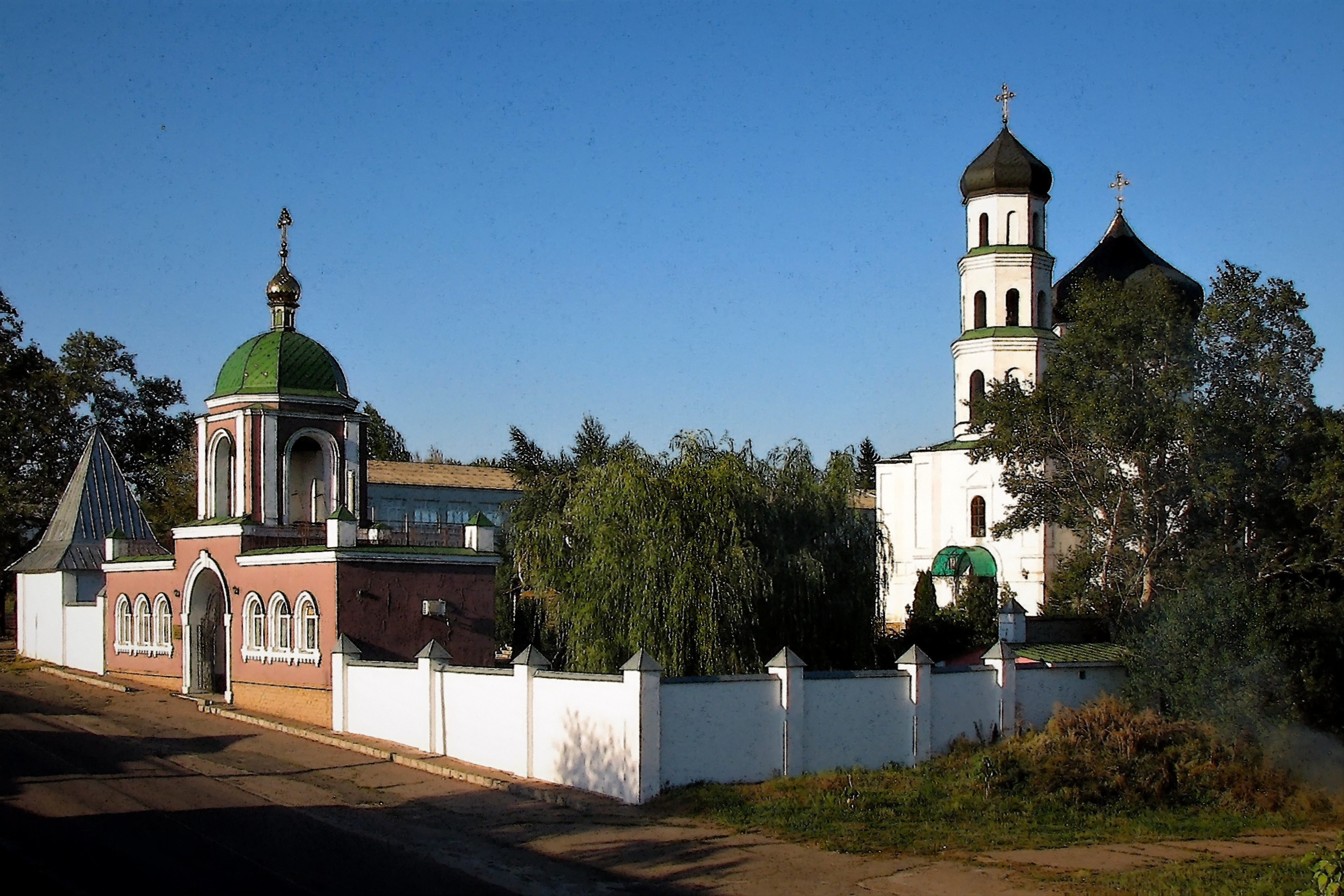
Monastère Saint-Élie de Varvarivka.